# Руна (Португалія)
Руна (порт. Runa; МФА: [ˈʁu.nɐ]) — парафія в Португалії, у муніципалітеті Торреш-Ведраш. Розташована в західній частині країни, на теренах історичної португальської провінції Ештремадура. Входить до складу округу Лісабон. За адміністративним поділом, чинним до 1976 року, терени парафії були складовою провінції Ештремадура. Належить до Лісабонського патріархату Католицької церкви. Патрон — Іван Хреститель. Площа — 6,6480 км². Населення — 1004 ос. (2011). Слабо урбанізований регіон. Густота населення — 151,02 осіб/км²
. Код — 111312.

## Населення
| Кількість мешканців | Кількість мешканців | Кількість мешканців | Кількість мешканців | Кількість мешканців | Кількість мешканців | Кількість мешканців | Кількість мешканців | Кількість мешканців | Кількість мешканців | Кількість мешканців | Кількість мешканців | Кількість мешканців | Кількість мешканців | Кількість мешканців |
| ------------------- | ------------------- | ------------------- | ------------------- | ------------------- | ------------------- | ------------------- | ------------------- | ------------------- | ------------------- | ------------------- | ------------------- | ------------------- | ------------------- | ------------------- |
| 1864                | 1878                | 1890                | 1900                | 1911                | 1920                | 1930                | 1940                | 1950                | 1960                | 1970                | 1981                | 1991                | 2001                | 2011                |
| 769                 | 1 031               | 1 053               | 1 041               | 1 076               | 987                 | 1 152               | 1 057               | 1 052               | 1 096               | 720                 | 1 175               | 1 124               | 1 032               | 1 004               |